# Heteracris coerulescens
Heteracris coerulescens är en insektsart som först beskrevs av Carl Stål 1876.  Heteracris coerulescens ingår i släktet Heteracris och familjen gräshoppor. Inga underarter finns listade i Catalogue of Life.